# フェラーリ・458イタリア
458イタリア（458 Italia ）は、イタリアの自動車メーカー、フェラーリが2009年から2015年にかけて製造したミッドシップスポーツカーである。

## 概要
車名の458は4.5Lのエンジン排気量と8気筒を表す。発売当時の税込み価格は、本国イタリアで19万7千ユーロ 、日本では2,830万円。
シャーシ、ボディ、エンジンは総アルミ製でサスペンションアームも鍛造アルミ製。車体重量は1,380kg。ブレーキはブレンボ製モノブロックキャリパーで、ローターはセラミックカーボン製。
タイヤはブリヂストン・ポテンザS001、ピレリ・P ZERO、ミシュラン・パイロットスーパースポーツの中から発注時に選択する。ピレリとミシュランの指定空気圧は同一だが、ポテンザのみ指定空気圧が高い。ミシュランとブリヂストンの重量を比較すると、タイヤ一本あたり約2kgミシュランが軽い。このため、正規ディーラーは軽量なミシュランとオプションの鍛造ホイールを推薦することが多い。タイヤの空気圧が低下した場合にタイヤがたわみ、リムがサイドウォールを押し潰すとタイヤ全周が断裂する事故が生じるため、オプションの空気圧センサーの装備も推奨されている。

## 沿革
F430の後継として2009年7月28日にデザイン・主要諸元が公開され、同年10月27日のフランクフルト・モーターショーにて正式に発表された。2010年8月までに製造された1,248台のうち、エンジン断熱材固定用接着剤が可燃性であったために車輌が炎上する事故が、カリフォルニア州、パリ市、スイス、中華人民共和国などで5件以上相次いだ。これを受けて同年9月にフェラーリは458の全車をリコールし、断熱材はリベットによって固定するように改善された。
2010年12月からは、日本やイギリス、オーストラリアや香港などに向けた右ハンドル車も注文可能となり、2012年4月からは458スパイダーの右ハンドル車も受注が開始された。なお右ハンドルのオプションは追加費用がかからない。
シートは標準品のほか、デイトナシートとセミバケット式レーシングシートを選択することができる。レーシングシートのシート幅は3種類用意されているが、調整は手動式になる。標準シートとデイトナシートでは、3つまでポジションを記憶させられるフル電動式機構のオーダーが可能で、プリセットボタンを押すとシート位置やバックレスト角度のほか、ステアリング上下・前後位置も自動調整される。
スパイダーの登場に伴い、クーペについては磁性流体ダンパーのソフトウェアが改められたほか、センサーが一個追加され、走行特性可変システム「マネッティーノ」のRACEモード実行時にDCTとトラクション制御システム「F1トラック」のレスポンスがさらに上がるという変更が施された。既存のオーナーも希望すれば同じプログラムが書き込まれた新CPUユニットの換装と、センサーの有料でのレトロフィットが可能となった。

## バリエーション

### 458スパイダー
2011年7月にマラネッロで開催された世界ディーラー会議において関係者に公開され、その後の8月23日に写真が、10月に開催されたフランクフルト・モーターショーにおいて実車が公開された。直後に東京都港区芝の増上寺で開催されたF1パーティーで、フェルナンド・アロンソとフェリペ・マッサの手によって日本初公開された。なおこの際に、同年3月11日に発生した東日本大震災で被害を受けた宮城県石巻市の市内2か所の児童放課後クラブの再建費用として、フェラーリから寄贈されたアロンソとマッサのサイン入りポロシャツなどがオークションにかけられ、落札された全額が再建に役立てられた。
従来の幌とは異なり、アルミ製の電動格納式屋根が装備されたクーペカブリオレとなっている。車重は458イタリアに比べて50kg増加し1,430kgとなった。2シーターMR車でクーペカブリオレを採用するのは世界初である。ルーフ格納時の重心はクーペより下がっているが、オープン・トップ化によってボディのねじり剛性はクーペ比35%の低下を余儀なくされた。
ルーフの展開・格納にかかる時間はそれぞれ約14秒。格納時にはZ字状に折りたたまれるのではなく、屋根が180度回転しながら格納される2分割式を採用。シート背後にゴルフ・バッグ1個分のスペースが確保されている。展開した状態ではクーペと比較しても遜色のない車体との一体感・連続感があり、格納した状態では往年のフェラーリ・レージングカーを彷彿とさせるような、空気の流れを意識した2つの大きなコブが運転席・助手席の双方から車体後方へ伸びる優雅なスタイリングが特徴。

### 458スペチアーレ
2013年8月20日、458スペチアーレを発表。458イタリアの570PSから35PS増え605PSとなり、0-100km/h加速は3.4秒から3.0秒に短縮された。フロントバンパーとリアディフューザーは専用のものが奢られた。日本での価格は3,290万円。限定生産モデルではないが、イギリスに割り当てられたオーダー枠は受け付け締め切り後に注文したジェームズ・メイのために1台増やされている。

### 458スペチアーレ・アペルタ
458スペチアーレのスパイダーモデル。世界限定499台。

### フェラーリ・セルジオ
2014年11月に発表された。458スペチアーレ・アペルタを元に製作された限定モデル。

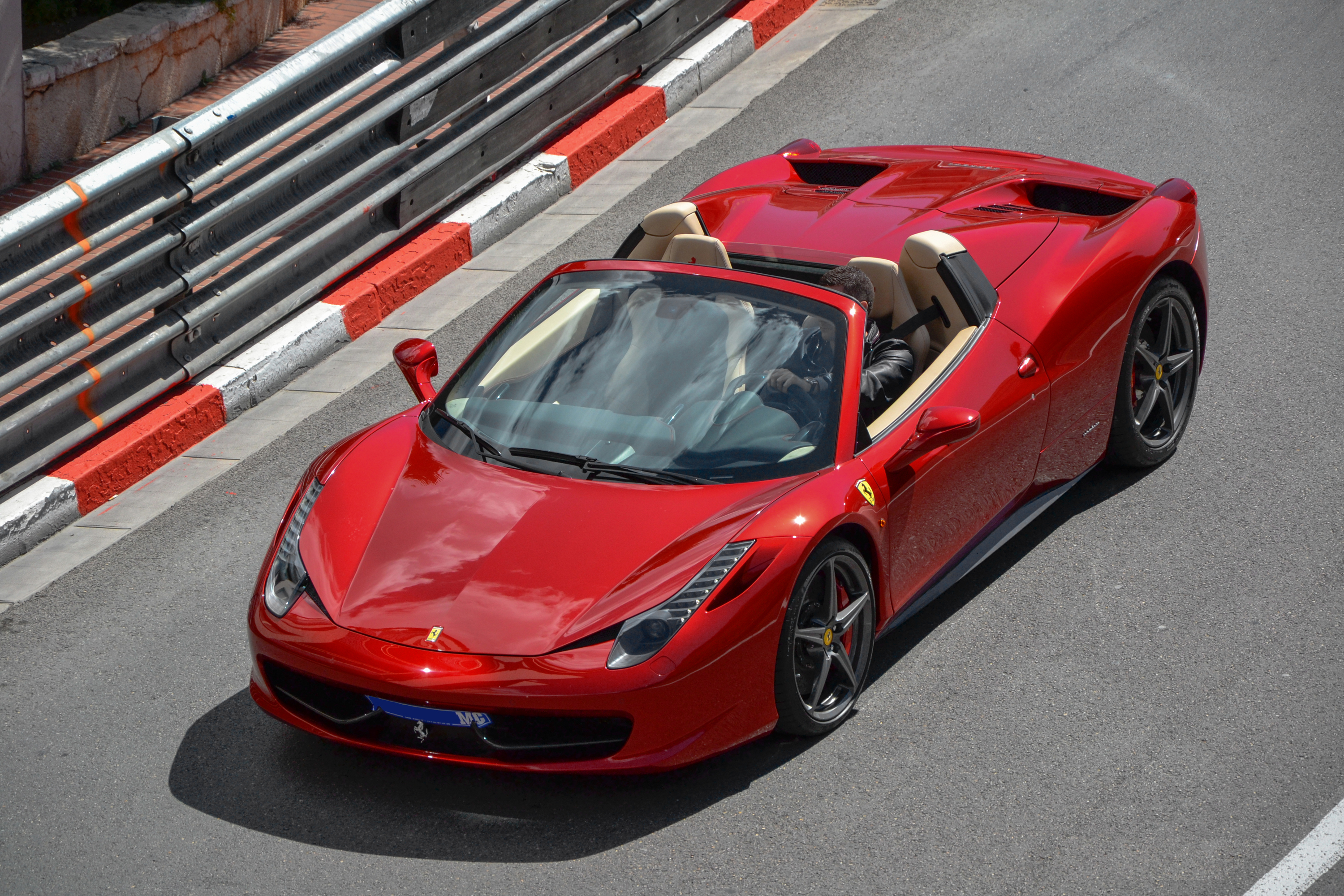
458スパイダー（ハードトップオープン）
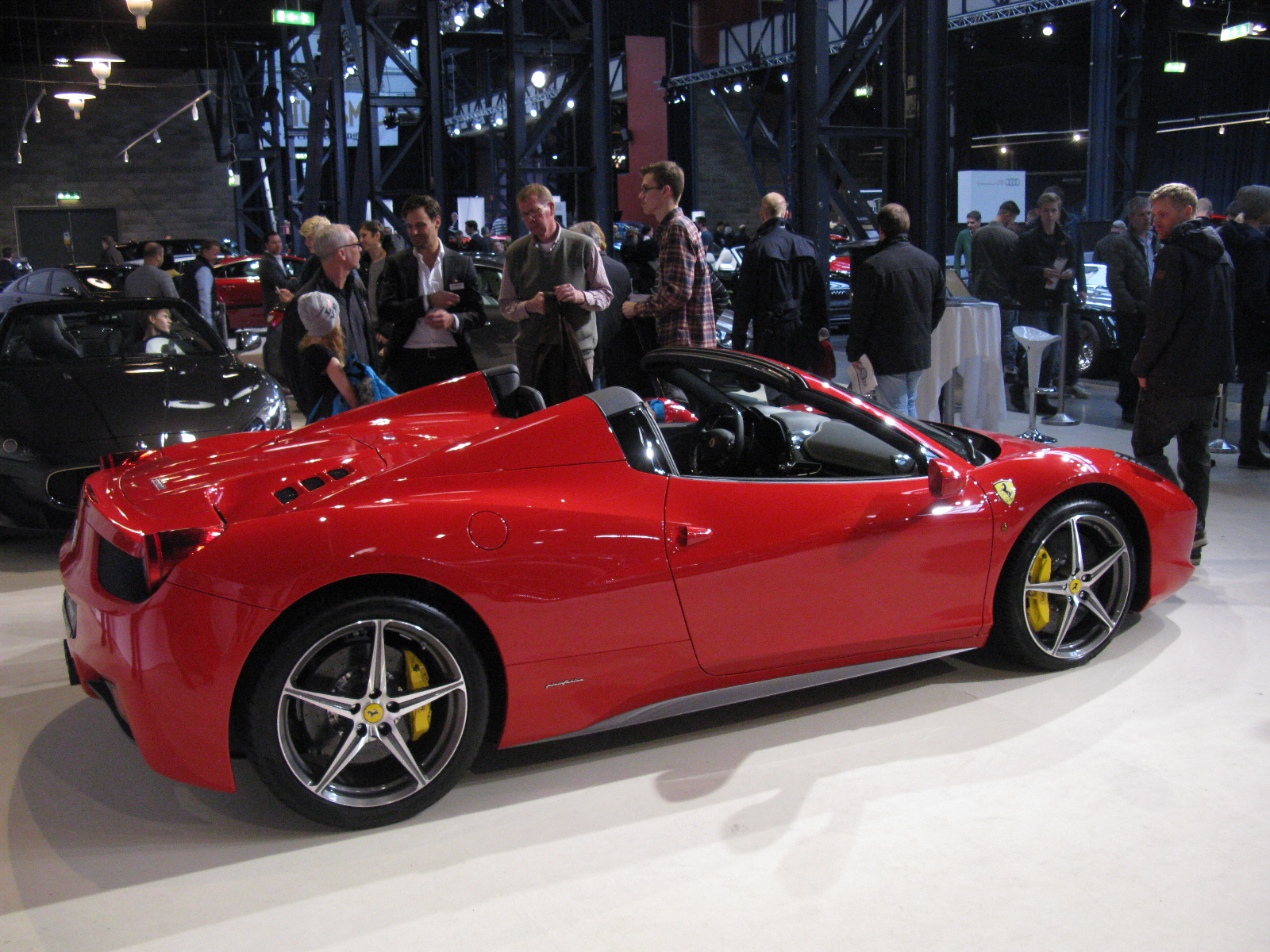
458スパイダー （ハードトップオープン、リア）
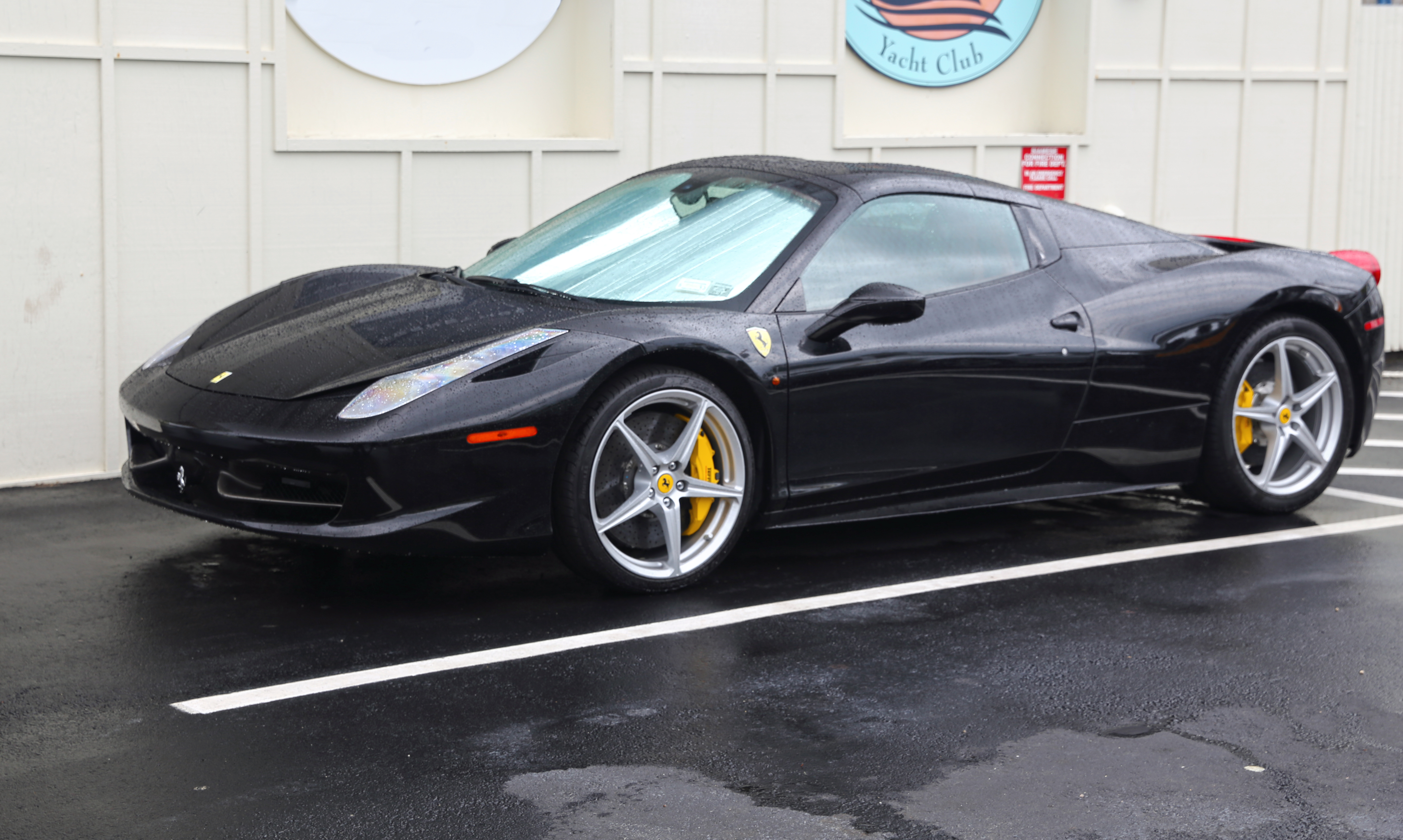
458スパイダー（ハードトップクローズ）
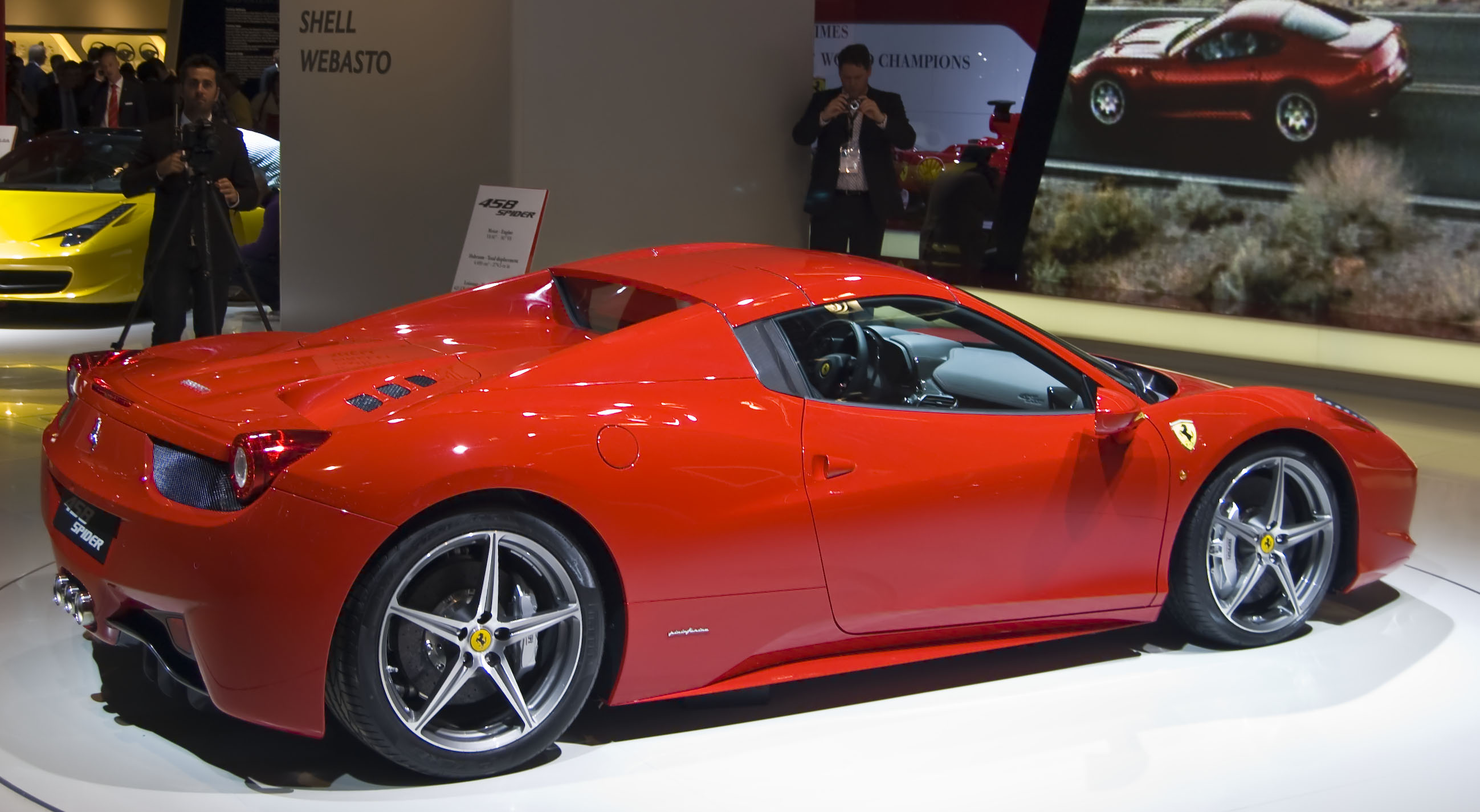
458スパイダー（ハードトップクローズ、リア）
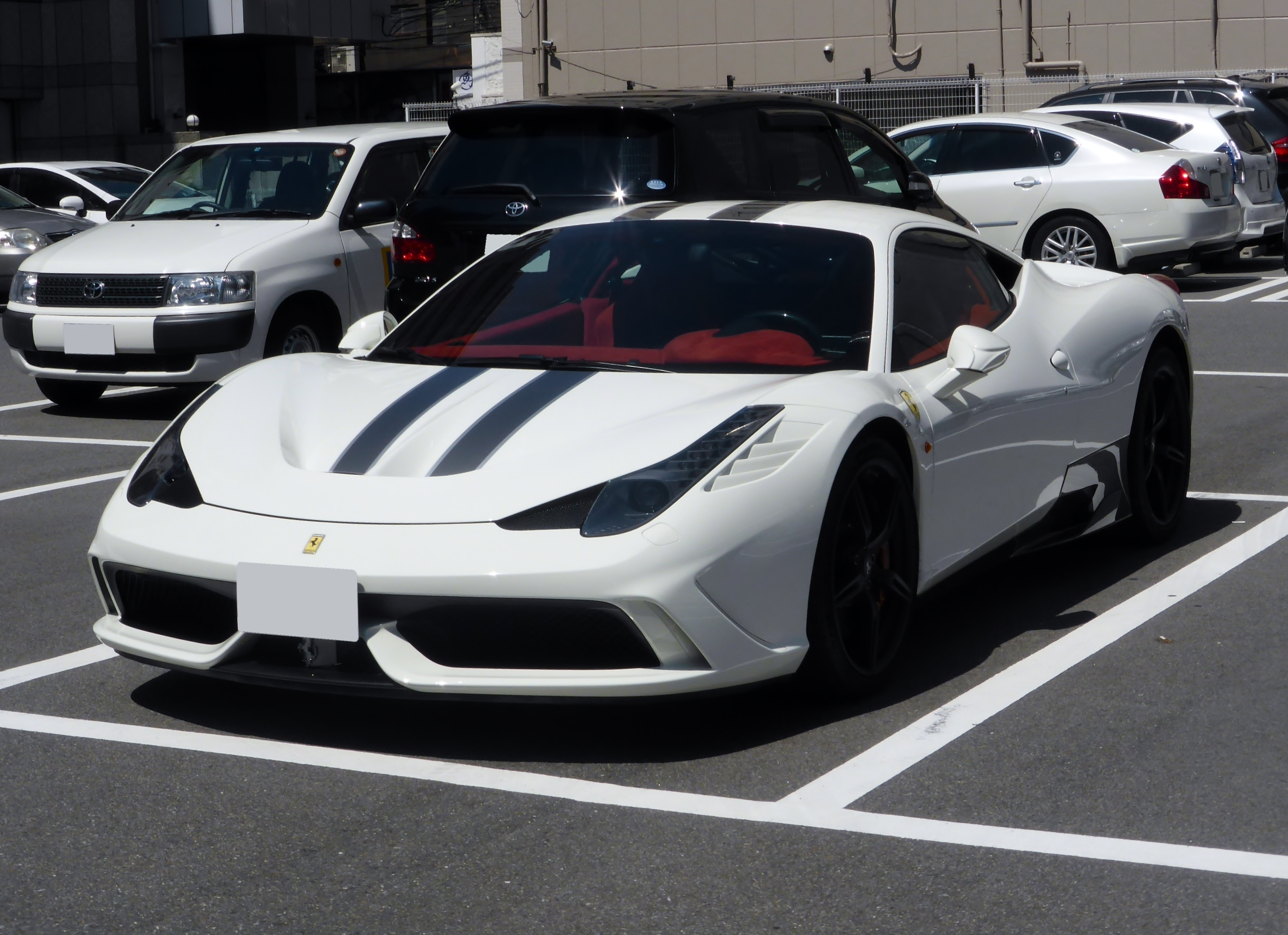
458スペチアーレ
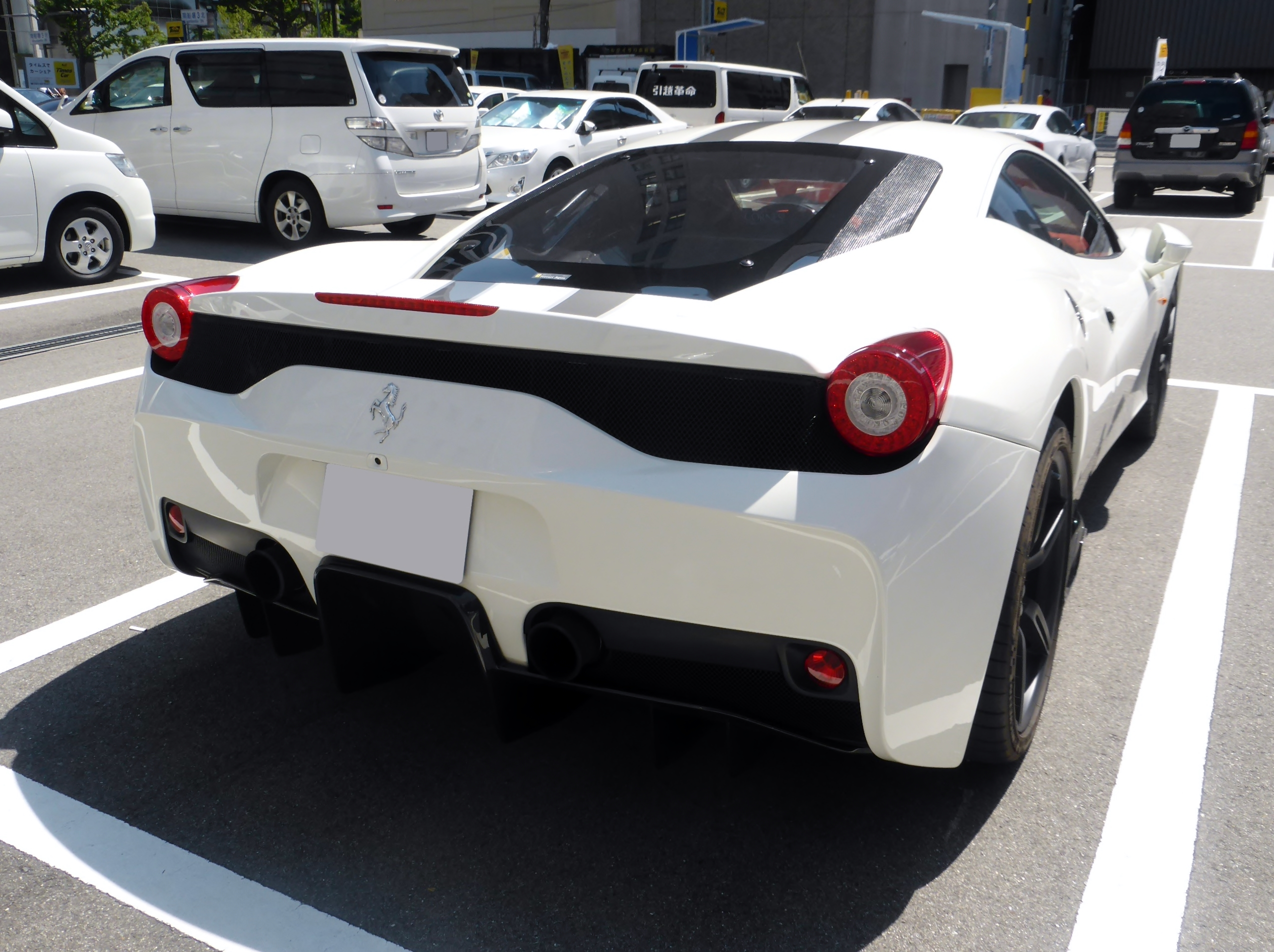
458スペチアーレ リア
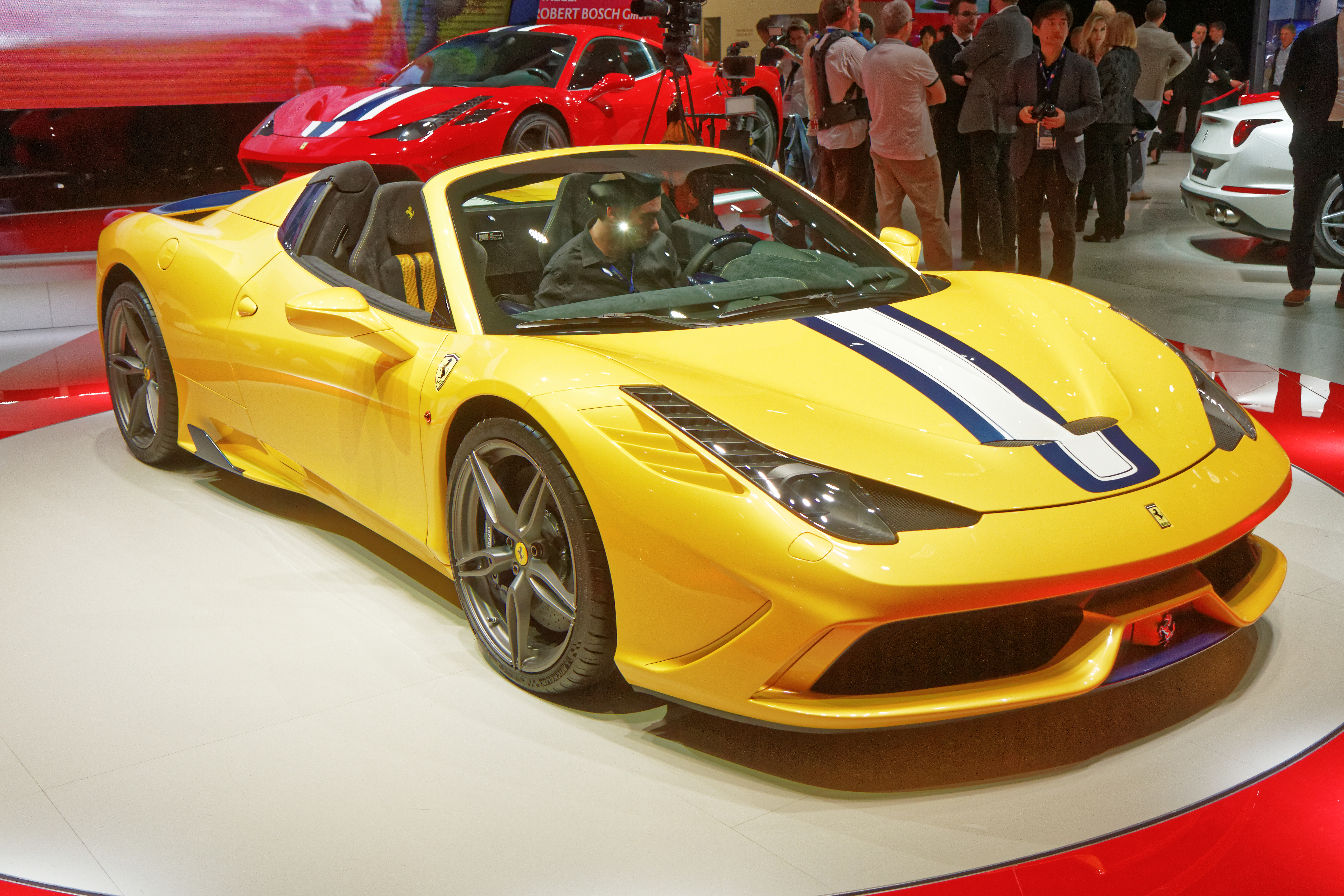
458スペチアーレA
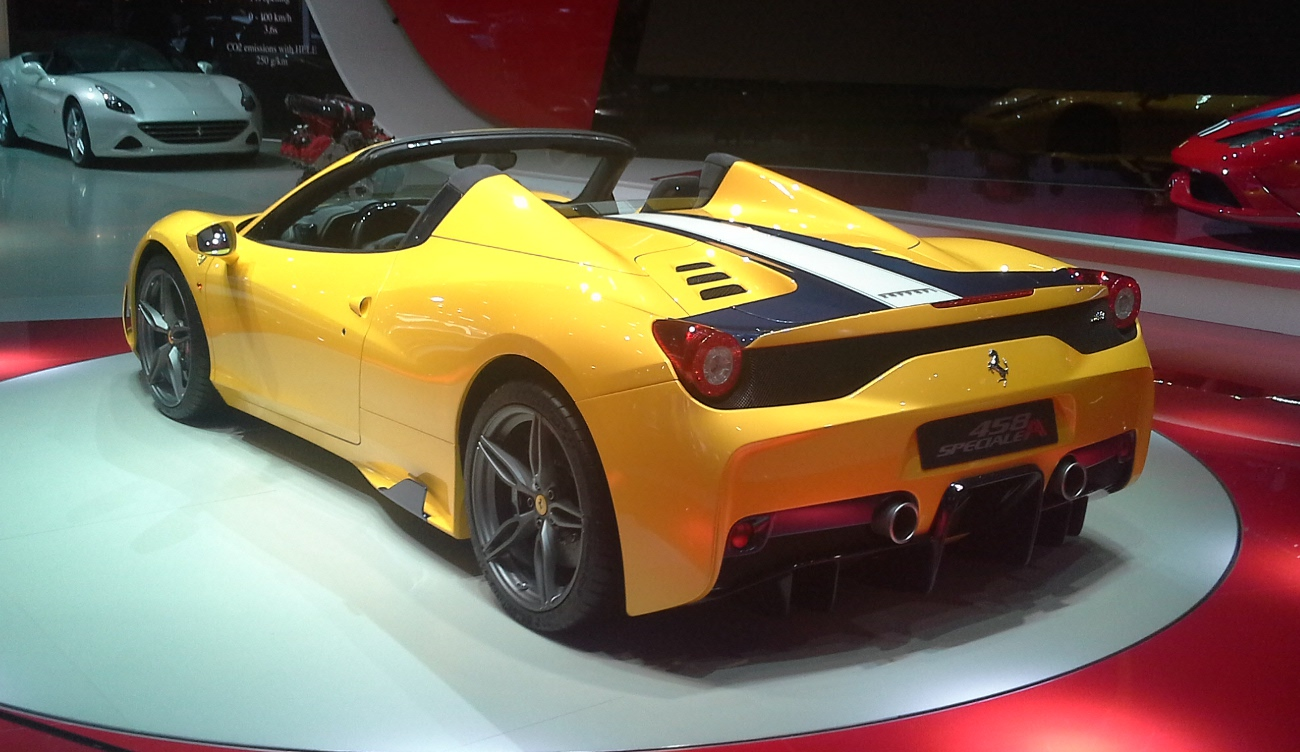
458スペチアーレA リア
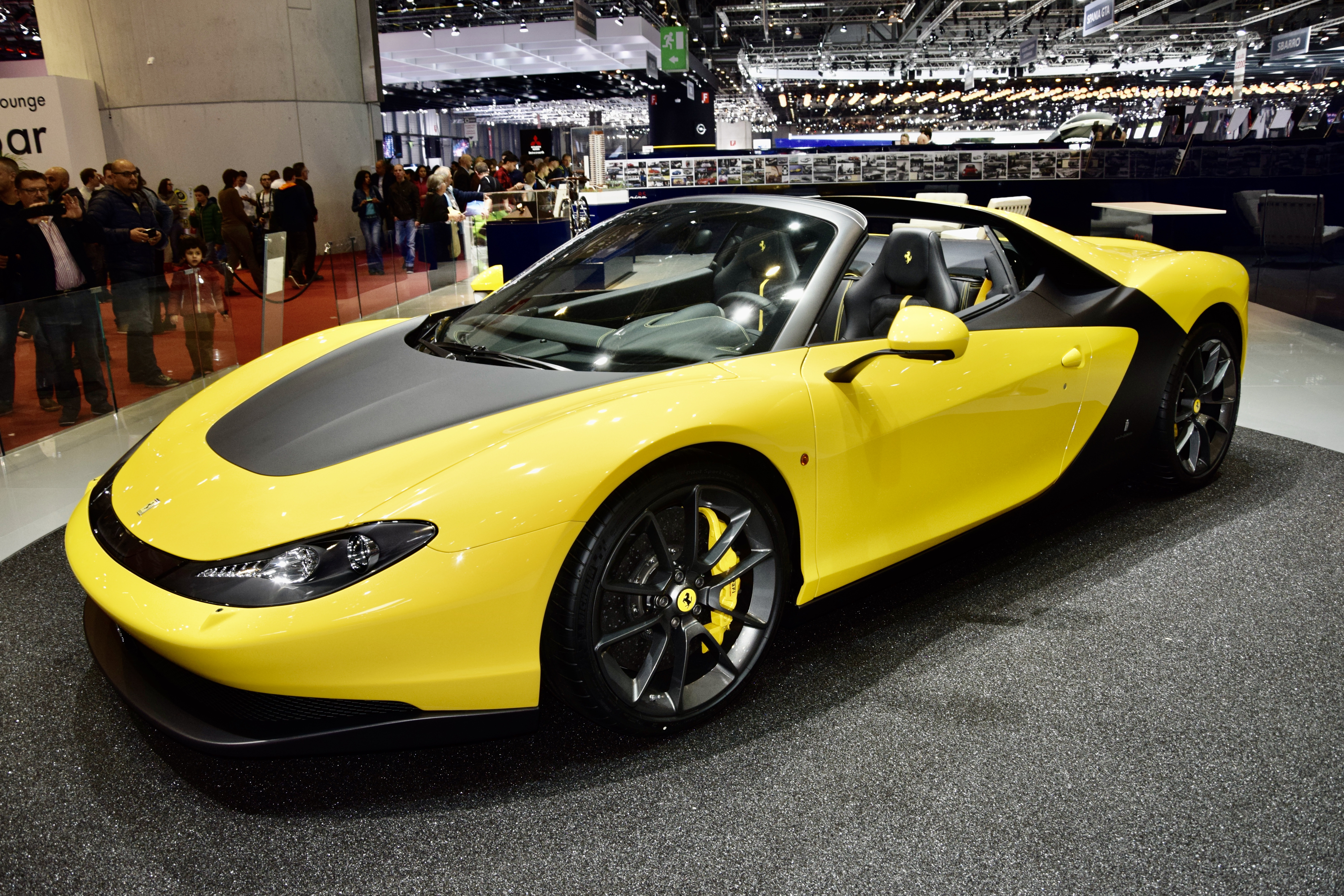
セルジオ

### 458チャレンジ/458 GT3/458 GT
サーキット専用車両も用意されている。フェラーリのコルセ・クリエンティ部門の主催で世界各国で開催されるワンメイクレースである「フェラーリ・チャレンジ」仕様の「458チャレンジ」（2011年-2013年）とその進化版の「458チャレンジEvo」（2014年-2017年）、コルセ・クリエンティ部門より「ミケロット」に委託され開発された、LM-GTE仕様の「458 GT」（GT2/GTC/GTEと呼ばれることもある）とグループGT3仕様の「458 GT3」が存在する。
2012年、458 GTがル・マン24時間レースにおいてGTE-PROクラスで優勝した。日本では458 GTが2011年度のSUPER GTにGAINERから参戦していた。優勝こそしていないが手堅い走りで表彰台獲得を連発し、最終戦を迎えた時点でGT300クラスのポイントランキング1位となっていたものの逆転され2位で終了した。TEAM MACHはGT3仕様で参戦する予定だったものの、2011年はフェラーリ側の意向で見送られたが、その後2012年度から2013年度途中までGT3仕様で参戦している。
なおこれらのレース専用車輌は、ナンバー取得（=一般道での走行）ができないサーキット専用車輌であるが、当初は購入を希望する一般ユーザーに対しても新車で販売されていた。しかしその後「458チャレンジ」はフェラーリ・チャレンジに参戦する意向のオーナーのみに、また「458 GT3/GT」はレーシングカーの整備施設が整えられ、かつレース参加の実績のあるレーシングチームにしか行わないこととなった。

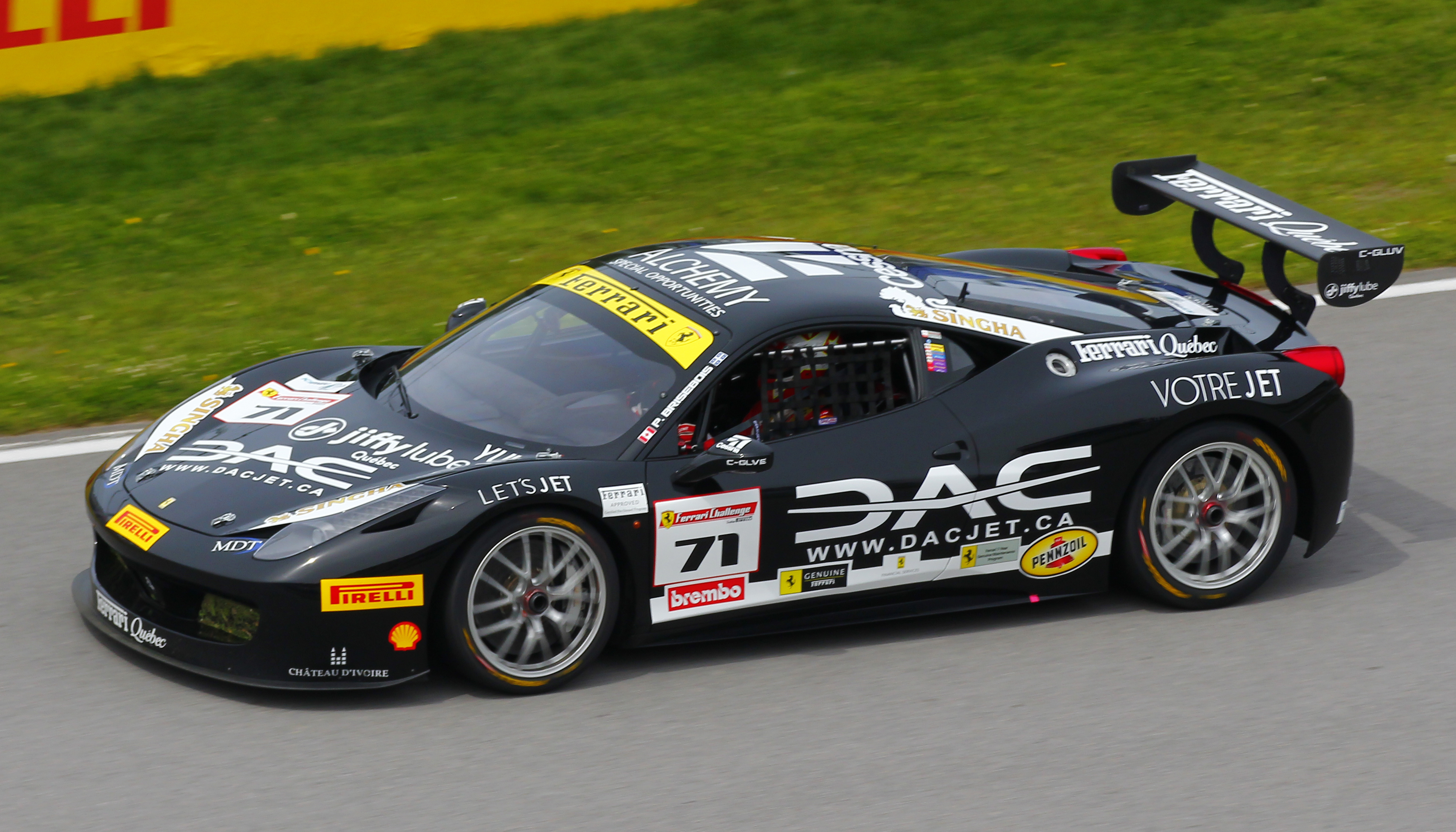
458チャレンジEvo
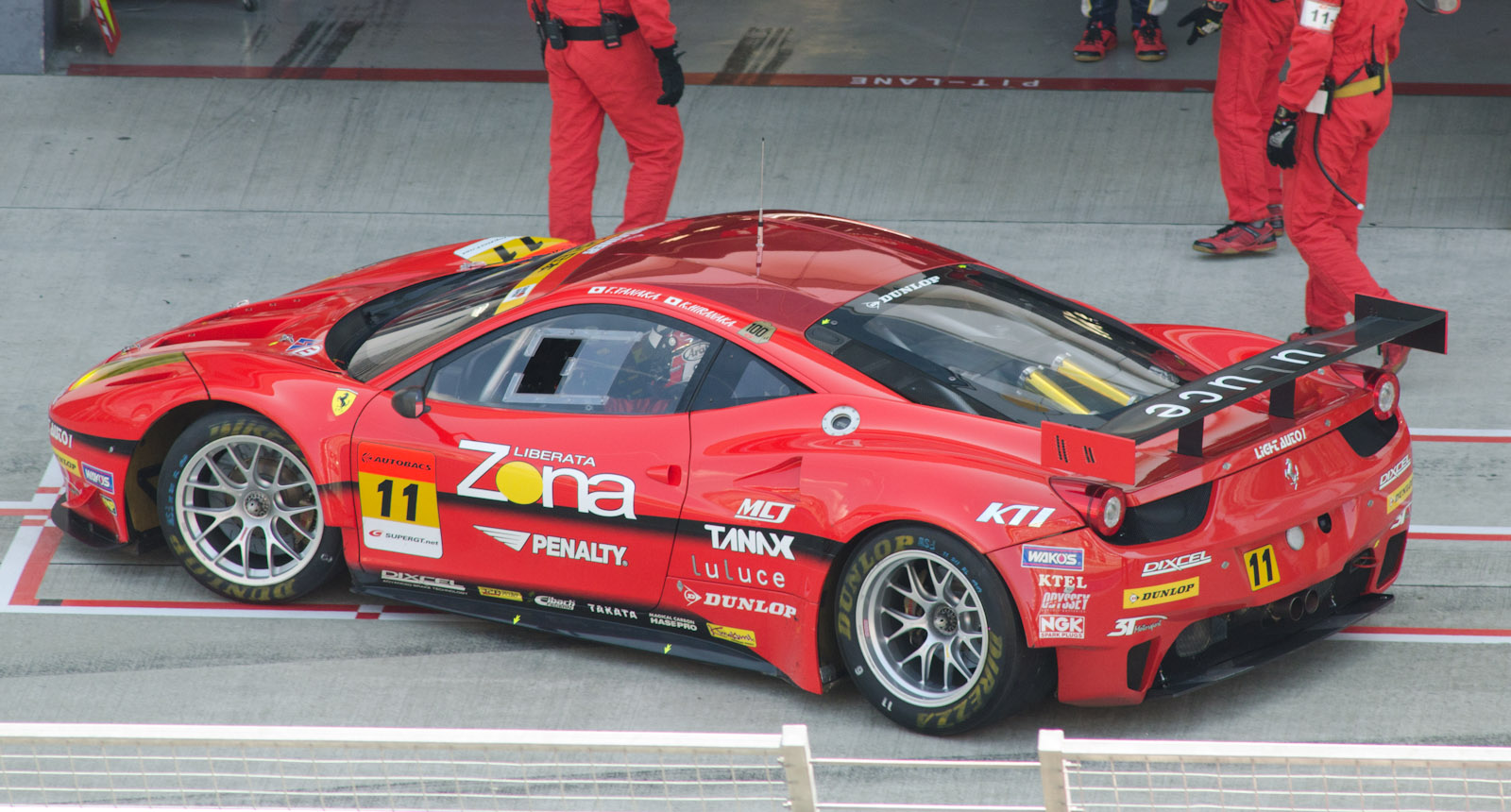
458 GT / SUPER GT 2011 第5戦 富士
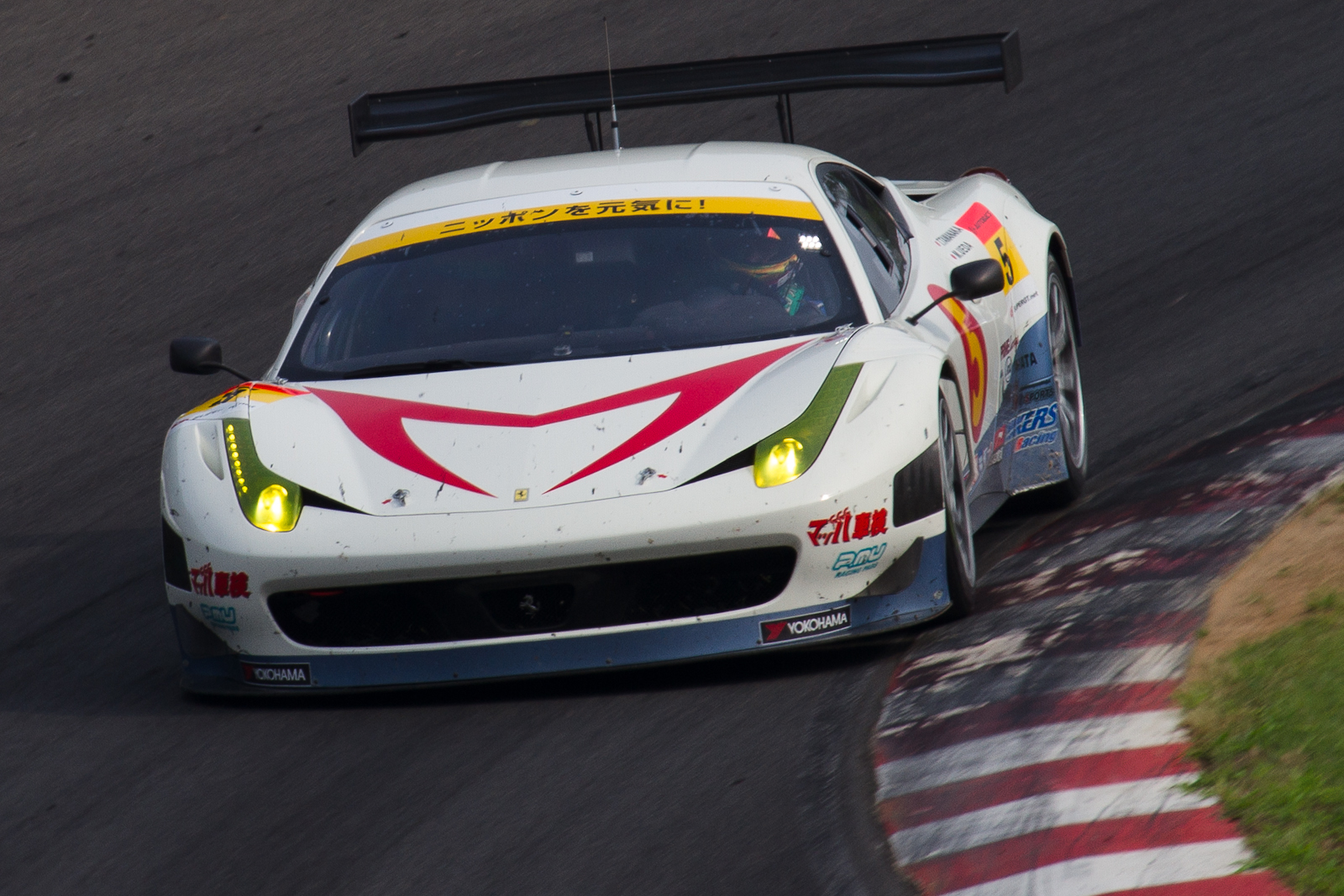
458 GT3 / SUPER GT 2012 第4戦 菅生

### SP12 EC

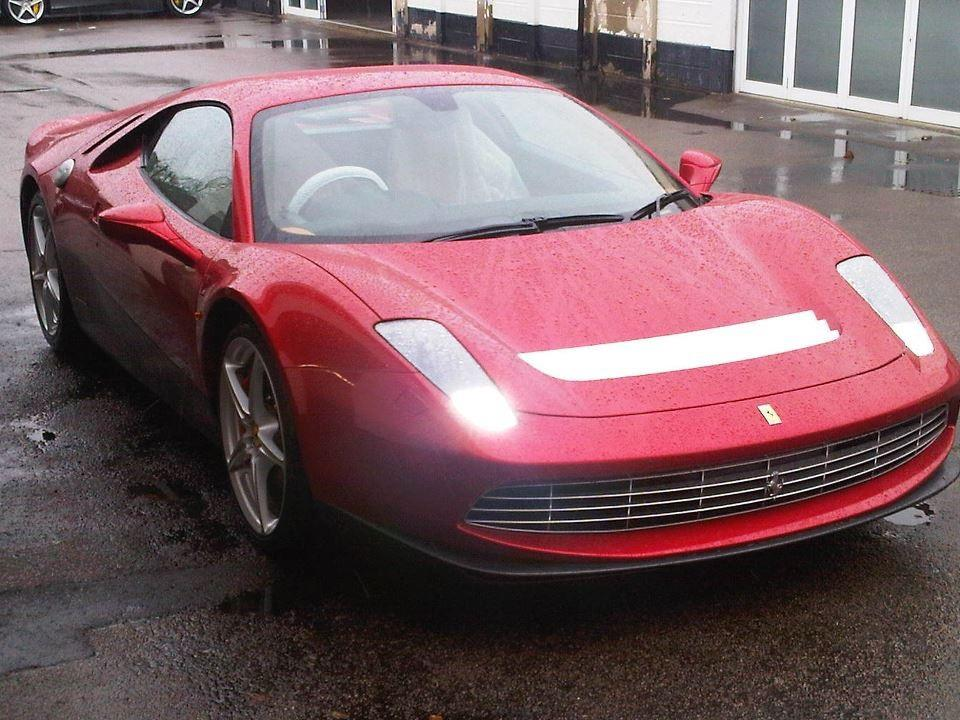
SP12 EC

2012年3月、458イタリアをベースに512BBのモチーフを取り入れたスペシャルデザインのモデル「SP12 EC」がイギリスのディーラーからデリバリーされた。当初、フェラーリは守秘義務のため注文主を明らかにしていなかったが、5月に発行された「Ferrari Magazine」16号に登場し、大のフェラーリファンであるエリック・クラプトンがオーダーしたものと正式に認めた。名称の“SP”はSpecial Programを、“12”はクラプトンが数多く乗り継いだ12気筒ベルリネッタへの憧憬を、“EC”はクラプトン（Eric Clapton）のイニシャルを表しているとされる。また、スクープ時には“SP12 EPC”という名称で、V12エンジンを搭載していると報じられていた

### 458イタリア・ディドゥケイティド・トゥ・ラウダ
2013年11月15日に発表されたワンオフモデルで、458イタリアがベース。ニキ・ラウダが運転した往年のF1マシンがモチーフになっている。ボディカラーは赤で、ルーフは白にイタリア国旗のトリコロールが入っている。リアスポイラーやサイドスカートの一部も白で塗装されている。アルミホイールはゴールドで、シートやセンターコンソールにもトリコロールがあしらわれる。フェラーリは、映画『ラッシュ/プライドと友情』にも触発され、製造された意味合いも持っていると述べた
2016年にはフェラーリカンヌにて約2,900万円で販売された。

### 458 MMスペチアーレ
2016年5月に発表されたワンオフモデル。同年6月23日にはイギリスの「グッドウッド・フェスティバル・オブ・スピード」にてワールドプレミアされた。458スペチアーレがベースで、イギリスの顧客のオーダーで作られた。エクステリアは、スポーティーラインと顧客の強い希望があり、またガラス部分には"サンバイザー"の効果が要求された。フロントピラーを黒にすることで、フロントガラスとリアドアガラスが一体に見え、継ぎ目がないような滑らかな表面となっているのが特徴。ボディカラーは3層塗装のビアンコイタリアで、ボディ中央にはイタリア国旗のトリコロールが入っている。室内はチョコレート色の革シートにホワイトステッチの組み合わせ。また、ボディだけでなくホイールや前後ライトもオリジナルになっている。

## メカニズム

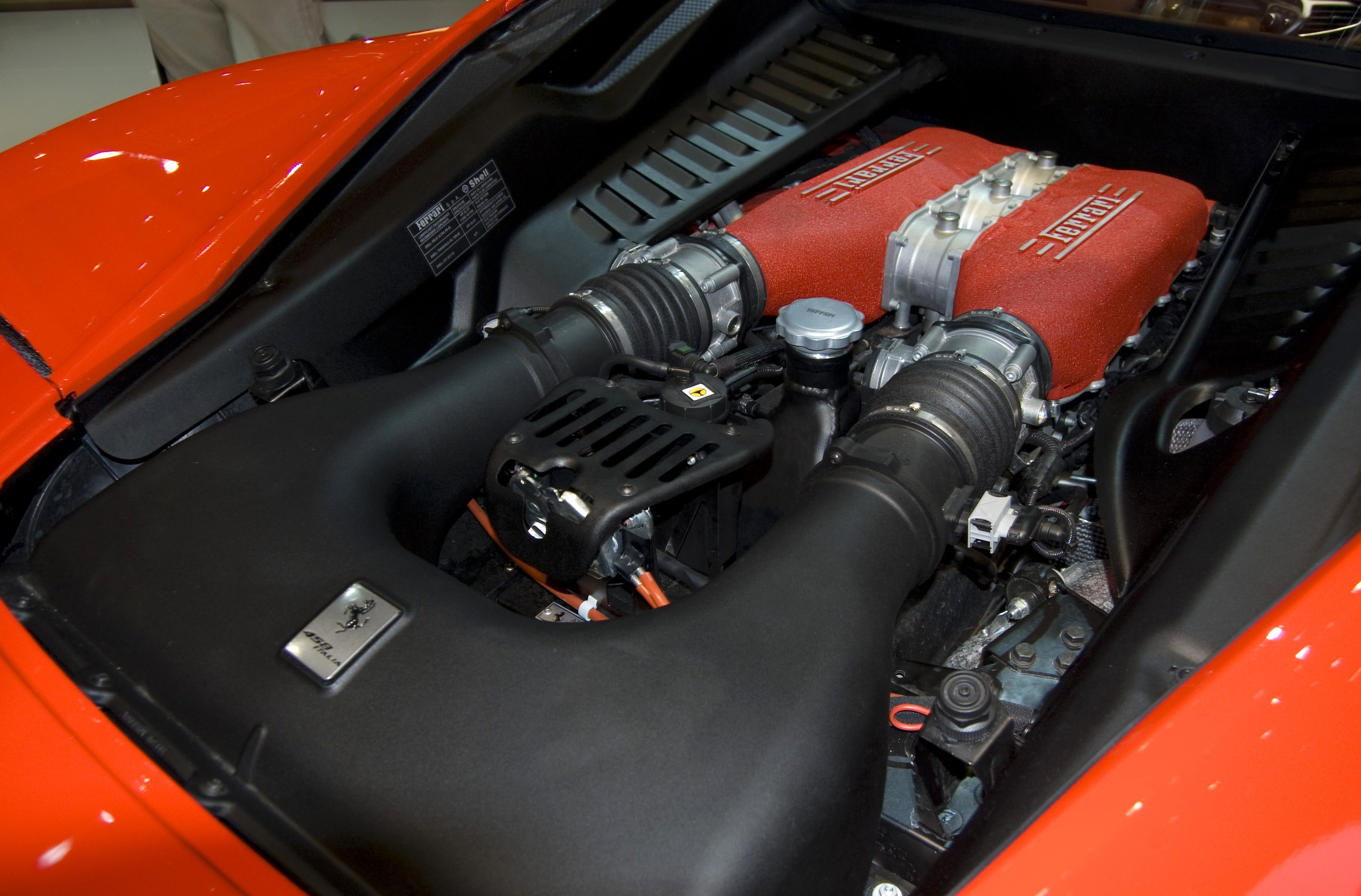
エンジンルーム

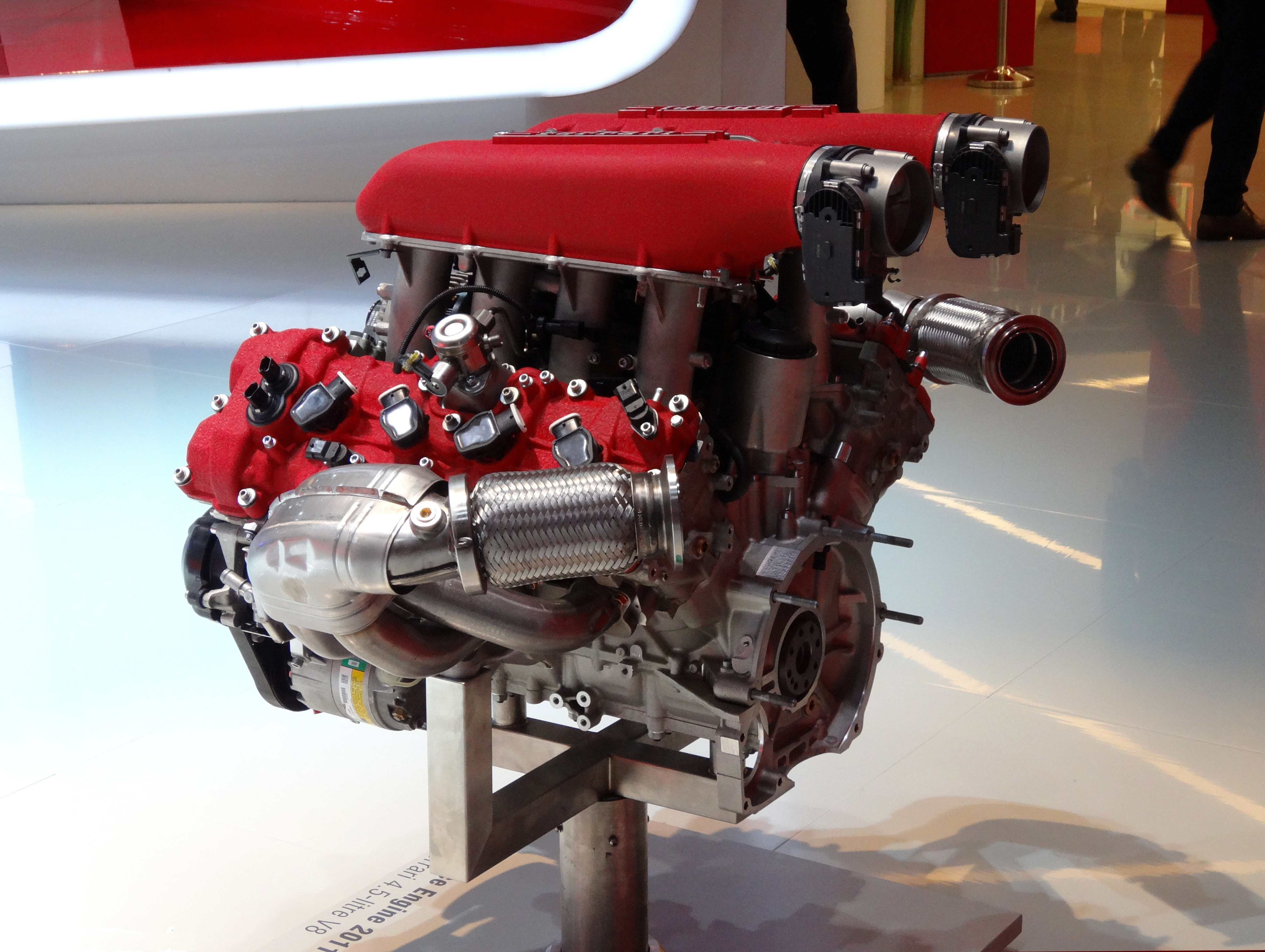
F136、V型8気筒ンジン

エンジンは90度V型8気筒NA。燃料噴射機構はボッシュ製コモンレール式高圧直噴システム（GDI）でMRとして初めての採用となる。着火システムもボッシュ製でエンジン上死点付近で複数回にわたって精密に制御され着火される。このシステムを採用したことによって圧縮比を12.5:1（スペチアーレは14:1）に高めることができた。
クランクシャフトは伝統のフラットプレーン形式をとる。片バンク4気筒は等間隔爆発となるため、排気脈動効果によって充填効率が向上する。このためNAの4.5 Lエンジンにもかかわらず、9,000rpmで570馬力を発生する。またフラットプレーンクランクシャフトのカウンターウェイトは軽量なため、エンジンのピックアップ特性が優れており、アクセルレスポンスが良い。
フェラーリの公式データでは、0-100km/h加速3.35秒、最高速度325km/h、燃費13.7L/100km、二酸化炭素排出量320g/km。3,250rpm時に最大トルクの約80%を得られるトルク特性だが、クランクシャフトやフライホイールマスが軽量なために1,000rpm以下で若干ギクシャクするので街中をスムーズに走行するにはコツが必要であるという意見もある。
潤滑方式はドライサンプで、純正指定オイルはShellウルトラヒリックス。容量は10L。オイル交換の際はアンダーカバーを取り外してドレンプラグを外すために車両をリフトアップすることになる。このため街中のガソリンスタンドでオイルを交換するのは困難である。また純正指定以外のオイルを注入するとフェラーリ社による車両保証が終了する。ちなみに保証は初車検までの走行距離は不問だが、以後2年間の保証継続をする場合の走行距離は9万Km未満の車両が対象となる。新車登録5年目の車検時に走行距離が9万km未満であれば以後2年間（合計7年間）の保証が受けられる。
トランスミッションは、カリフォルニアに続きゲトラグ製7速デュアルクラッチ式F1マチック（ATポジション装備パドルシフトMT）が採用された。操作方法は従来のF1マチックと同様だが、DCTになり変速時のショックが減少し瞬間的な変速が可能となった。パドルシフトはハンドル操作と連動しない固定式で、クラッチペダルやシフトレバーはない。リバースギアはコンソール中央のRボタンを押すことで選択、パーキングブレーキはハンドル下の小型レバーを引く。
シャーシボディはアルコア社製アルミ素材を用いた新設計であり、F430対比で15%のボディのロール剛性が向上している。サスペンションはBWI社製マグネライド磁性流体ダンパーを用いた第2世代の電子制御方式。高速コーナーでは踏ん張り、高速道路舗装の継ぎ目などを走行する際には突き上げ感の少ない優れた乗り心地を両立。
ステアリングコラム右下には「マネッティーノ」と呼ばれる走行特性可変スイッチが装備され、走行場面に応じてエンジン・サスペンション特性の変更が可能となっている。マネッティーノのSPORTモードでは3,000rpm以下の低回転時の排気音も小さくなるほか、若干乗り心地がソフトになる。RACEモードを選択すると排気バルブが開き、豪快な排気音と共に勢いのある走行特性となる。両モードを選択時にステアリングコラム左下のバンピーノボタンを押すとダンパーの減衰特性が緩やかになり、凸凹道での突き上げ感が少なくなり乗り心地が向上する。雨天時にWETを選択するとアクセルを踏んだ場合の車輪のスリップを抑制する走行特性になる。
2012年初頭にはサスペンション及びトランスミッションのセッティングの改良を受けた。なおこの改良版については、既存の車輌も正規ディーラーでレトロフィットを受けることが可能である。

## デザイン

### エクステリア

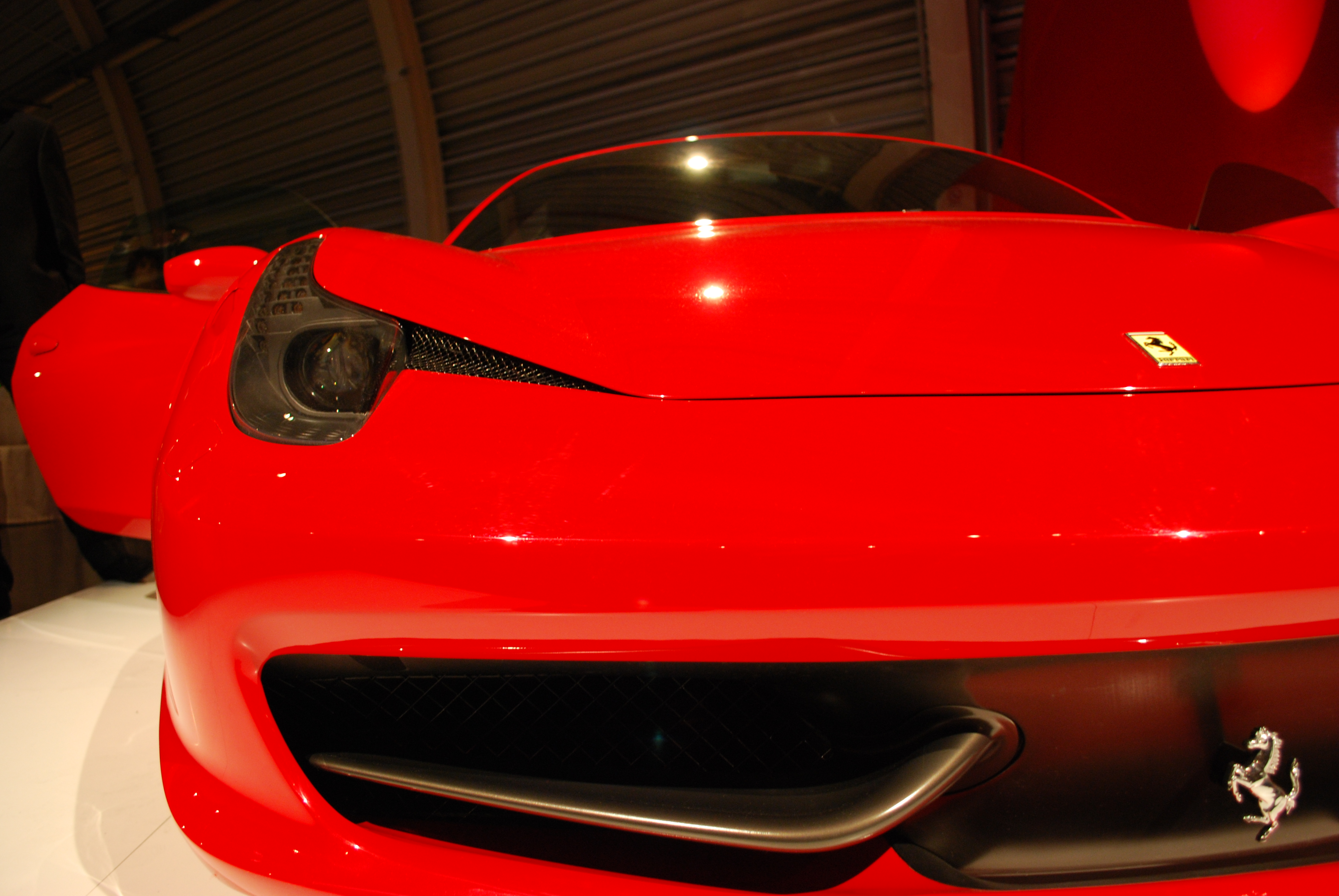
高速走行時の空気抵抗を減らす弾性ウィングレット

過去のモデルとは一線を画しており、空気力学上高度なものである。フロントグリルに一つの開口部、両サイドにエアインテークが配される。これは、車体周囲に流れる空気をエアインテークから直接ラジエーターやアンダーボディに送りダウンフォースを発生させるためのもので、ノーズ開口部の弾性ウィングレットは高速走行時に変形、空気抵抗を低減しダウンフォースをより効率的に発生させる構造となっている。これらの空力処理により200km/h走行時では140kgのダウンフォースを実現する。
ベースのスタイリングはフェラーリのほとんどの車種を手がけているデザイン工房ピニンファリーナが行った。先端が長く低いボンネット、滑らかな稜線を描く屋根、隆起したフェンダーなどといったフェラーリのミッドシップ車の伝統を受け継いでいる。砲弾型のテールランプは上面が露出しており、この意匠はエンツォフェラーリやF430から踏襲しているが、LEDを採用したテールランプの数は左右合わせて2個に減っているため、テールランプ1個に後進灯、制動灯、方向指示灯が集約されている。リアフォグランプはリアエンド下部のデュフューザー付近に装備される。
エクステリアへのロゴバッジは基本的には無いが、中華人民共和国向けのモデルに限り、右リア上部に「458 Italia」のステッカーが貼られている。

### インテリア

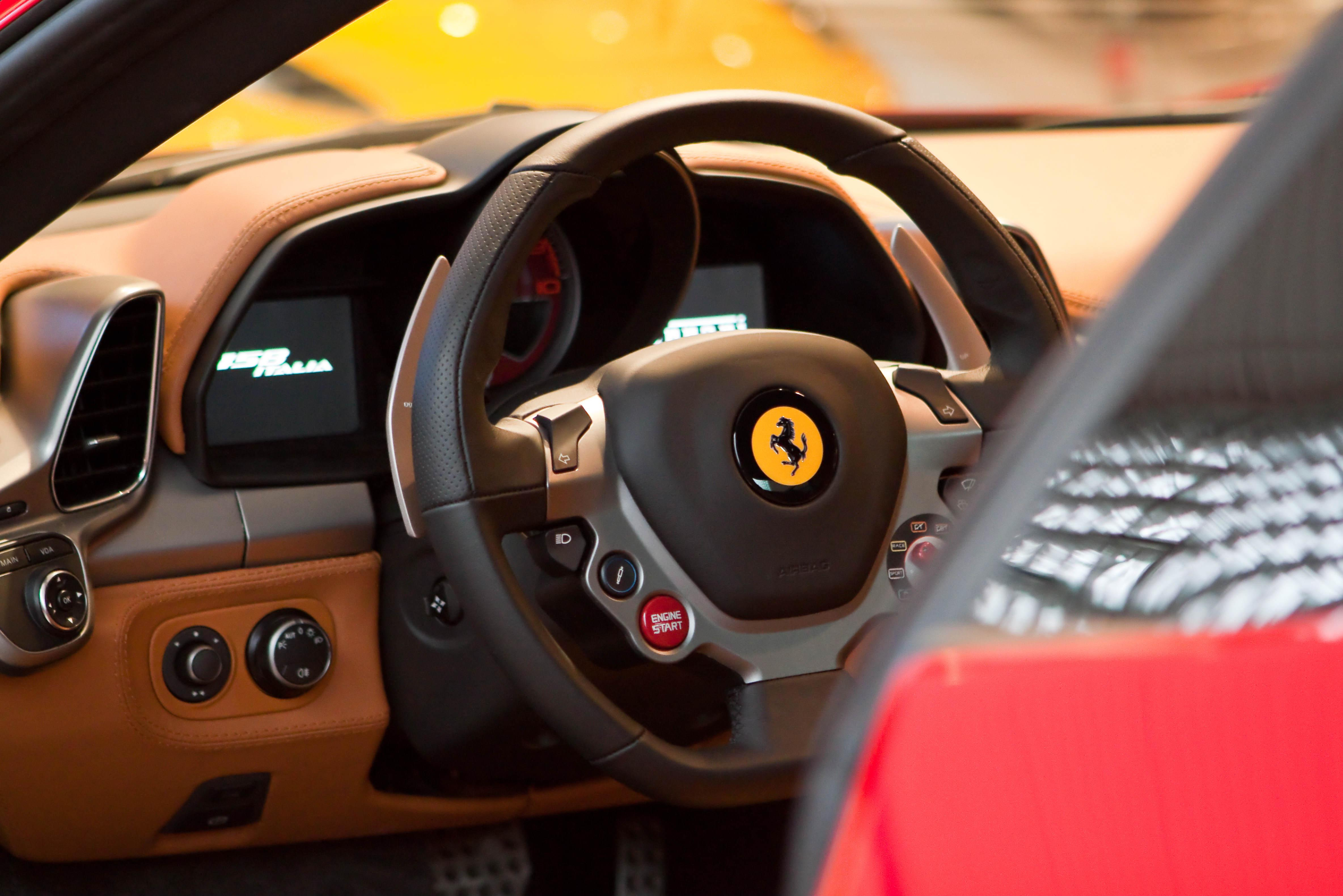
ステアリングホイール

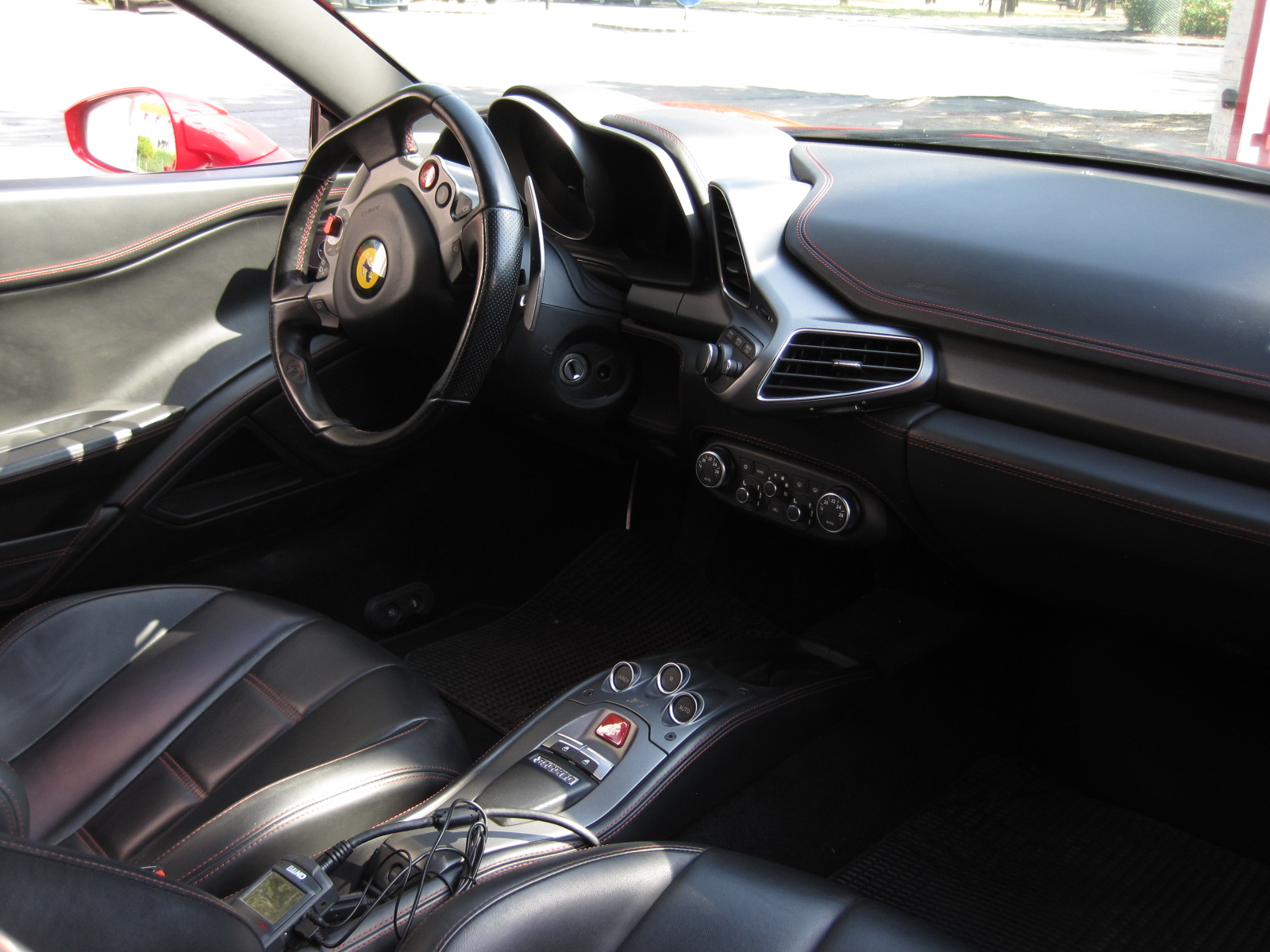
フェラーリ・458イタリアの車内

ダッシュボードには、ドライバーの目線中央にエンジン回転計、その両脇にTFT液晶ディスプレイを配置。左側のディスプレイには水温・電圧・残燃料などの車両情報、右側にはカーナビゲーション、リアビューカメラ画像、オーディオ、Bluetooth対応ハンズフリーフォンなどのインフォテインメント情報を表示する。なお、内装の装備やデザインにはミハエル・シューマッハの意見が取り入れられている。
助手席側ダッシュボードのドア側の端に「458 Italia」のロゴバッジがある。
ステアリングホイールは丸みを帯びた六角形をしており、エアバッグが備わる位置にはF430と同様にマネッティーノ電子制御システムのモード切り替えダイヤルとエンジン始動ボタンのほか、ロービーム・ハイビーム切り替え、ワイパー、ウィンカーの操作スイッチが備わる。クラクションボタンはステアリングホイールの親指位置に装備。また、オーディオの音量や選曲、ソース源切替えやラジオ局選局は、ステアリングホイール裏側のボタンで操作することもできる。ステアリングコラムは電動式で上下・前後に調節可能。
メーカーオプションとして、ステアリングホイール上部にシフトタイミングをLEDの点灯で知らせる“シフトフラッシャー”を装着したカーボンステアリングが選べる。